# Violencia
La violencia es un tipo de interacción entre individuos o grupos, presente en el reino animal, por medio de la cual un animal o grupo de animales, intencionalmente causa daño o impone una situación, a otro u otros animales.
En las sociedades humanas organizadas estatalmente, la violencia se caracteriza por la intervención del Estado como institución monopolizadora de la violencia física, pero también permitiendo en algunos casos la violencia física defensiva por parte de la población, o la violencia con fines educativos. Otras modalidades de violencia entre particulares se relacionan con los duelos, y con los juegos y deportes violentos, con variadas regulaciones legales según época y lugar. Se manifiesta como modalidad de una serie de conflictos sociales muy variados, de signo diverso, como la guerra, el genocidio, el crimen, el terrorismo de Estado, las revoluciones y protestas sociales, el terrorismo, la legítima defensa, la violencia de género, la violencia intrafamiliar, el maltrato infantil, resistencia a la opresión, la esclavitud, las cárceles, los duelos y riñas, algunos deportes y artes marciales, la crueldad hacia los animales, etc.
Desde la perspectiva de la salud humana, la OMS define la violencia como: 

El uso intencionado de la fuerza física o el poder, ya sea en grado de amenaza o efectivo, contra uno mismo, otra persona o un grupo o comunidad, que cause o tenga muchas probabilidades de causar lesiones, muerte, daños psicológicos, trastornos del desarrollo o privaciones.
Organización Mundial de la Salud

Puede producirse a través de acciones y lenguajes, pero también de silencios e inacciones, y es valorada negativamente por la ética, la moral y el derecho, aún en casos en los que pueda considerarse legítima. La violencia puede ser de carácter ofensivo o defensivo (también se utilizan los conceptos de violencia proactiva y violencia reactiva), habilitando en este último caso figuras de justificación ética y legal de la violencia, como la legítima defensa y el derecho de resistencia contra la opresión.

## Etimología

Las estimaciones de años de vida potencialmente perdidos por la violencia física, por cada 100 000 habitantes en 2004.
sin datos
<200
200-400
400-600
600-800
800-1000
1000-1200
1200-1400
1400-1600
1600-1800
1800-2000
2000-3000
>3000

El término en español es un cultismo; se corresponde con el sustantivo latino violentia, que deriva del adjetivo violens, -entis, que significaba «impetuoso», «furioso». En última instancia, el origen latino de la palabra es el sustantivo vis («fuerza», «poder», «potencia»).
La violencia fue asociada desde tiempos muy remotos a la idea de la fuerza física y del poder. Los romanos llamaban vīs a esa fuerza, al vigor que permite que la voluntad de uno se imponga sobre la de otro. Vis tempestatis se llama en latín a la "fuerza de una tempestad". En el Código de Justiniano se habla de una "fuerza mayor, que no se puede resistir" (vis magna cui resisti non potest), el concepto jurídico de fuerza mayor.
Vīs dio lugar al adjetivo violentus que, aplicado a cosas, se puede traducir como ‘violento, impetuoso, furioso, incontenible’ y, cuando se refiere a personas, como ‘fuerte, violento, irascible’. De violentus se derivaron violare (con el sentido de ‘agredir con violencia, maltratar, arruinar, dañar’) y violentia, que significó ‘impetuosidad’, ‘ardor (del sol)', ‘rigor’ (del invierno), así como ‘ferocidad’, ‘rudeza’ y ‘saña’.
Cabe agregar que vīs, el vocablo latino que dio lugar a esta familia de palabras, proviene de la raíz prehistórica indoeuropea wei-, ‘fuerza vital’.

## Concepto
La violencia es el uso de la fuerza (física o psicológica) por parte del violento o agresor para lograr objetivos que van contra la voluntad del violentado o víctima. Pero la violencia puede proyectarse no solo contra personas, sino contra animales (crueldad hacia los animales), plantas, objetos artísticos o religiosos (iconoclastia) o no (vandalismo) y entornos naturales o medioambientales (contaminación ambiental). Puede incitarse con diversos estímulos y puede manifestarse también de múltiples maneras asociada igualmente a los variados procedimientos de la humillación, la amenaza, el rechazo, el acoso o las agresiones verbales, emocionales, morales o físicas. La consecuencia puede ser y es casi en todos los casos la lesión o destrucción en parte o en todo de un ser o grupo humano, por un lado; de un animal o de una especie natural, por otro; o de objetos, bienes y propiedades raramente propios y más frecuentemente ajenos o comunes.
Aparte de la violencia física, hay que mencionar también la violencia emocional independiente o que la suele acompañar, según la índole de la agresión. Es el daño en forma de desconfianza o miedo sobre el que se construyen algunas relaciones interpersonales insanas y se halla en el origen de problemas en las relaciones grupales bajo formas como la polarización, el resentimiento, el odio, etcétera; algo que, a su vez, ocultan, disimulan y potencian las redes sociales en la tecnológica sociedad moderna. Otro aspecto de la violencia para tener en cuenta es que no necesariamente se trata de algo consumado y confirmado; la violencia puede manifestarse también como una amenaza latente, sostenida y constante en el tiempo (leve quizá en un momento dado, pero acumulada y formidable otras veces para la víctima), que causa, sin embargo, daños psicológicos severos en quienes la padecen, así como repercusiones negativas sobre la sociedad. Pues, en efecto, la violencia física, emocional e intelectual posee también un componente social.
En otro orden de cosas, cuando la violencia es la expresión contingente de algún conflicto social, puede darse de manera espontánea sin una planificación previa minuciosa (linchamientos efectivos, escraches o linchamientos mediáticos, por ejemplo). La violencia puede además ser encubierta o abierta; estructural o individual.
Es un comportamiento deliberado, que provoca, o puede provocar, daños físicos o psicológicos a otros seres, y se asocia, aunque no necesariamente, con la agresión física, ya que también puede ser psicológica, o maltrato emocional, la represión política o la intolerancia religiosa a través de amenazas, ofensas o acciones. Algunas formas de violencia son sancionadas por la ley o por la sociedad; otras son crímenes. Y distintas sociedades aplican también diversos estándares de tolerancia y castigo en cuanto a las formas de violencia que son o no son aceptadas.
El individuo violento se impone por la fuerza. Existen varios tipos de violencia, incluyendo el abuso físico, el abuso psicológico y el abuso sexual. Sus causas pueden variar, las cuales dependen de diferentes condiciones.
Se denomina estilización de la violencia a la estetización que de la violencia se hace en distintas expresiones del arte, la cultura y los medios de comunicación.

## Origen
La violencia generada por los seres humanos ha sido estudiada desde muy antiguo; hay dos teorías modernas de sesgo evolucionista, la hipótesis del cazador, mayoritaria, y la del mono asesino de Raymond Dart y Robert Ardrey. Pero desde el punto de vista de la antropología cultural, al menos para el antropólogo René Girard (La violencia y lo sagrado, 1972) la violencia es consecuencia de un proceso de mímesis social que termina disfrazándose como mito religioso pagano. La produce un deseo que no se dirige al bien, sino hacia aquello que desea el otro y solo puede tener él, porque no es de naturaleza divisible. Posee, pues, tres elementos: el uno, el otro y lo que desea el otro que no es divisible. La evolución de este deseo, en el deseo de todos contra todos, acaba por destruir ese tercer elemento a fin de salvar la sociedad y lo que sí podemos compartir. Eso produce una rivalidad, competencia o envidia y una violencia dañina de la que la sociedad solo se libera mediante el uso del llamado chivo expiatorio o víctima injusta-inocente, que luego es divinizada o mitificada para disimular el violento fundamento social y político de la comunidad. El sacrificio expiatorio es el fundamento violento de todas las religiones paganas con una finalidad sociopolítica; pero en el caso del cristianismo, sin embargo, se invierte este fundamento mediante el amor y el autosacrificio: ya no se adopta la perspectiva de la sociedad, sino la de la víctima del sacrificio: es una religión sin violencia.
Girard propone una lectura del Edipo rey sofocleo desde esa clave hermenéutica. La desgracia tebana aparece representada por la peste (símbolo, según la interpretación propuesta, de una reciprocidad violenta que se adueña del todo social), pero la culpa es transferida a las faltas individualizadas (parricidio e incesto) de Edipo, convertido en chivo expiatorio. A Creonte y Tiresias les corresponde el papel de acusadores; su éxito logra que el bellum omnium contra omnes dé paso al todos contra uno, cuyo odio unánime restablece el vínculo comunitario y permite, en consecuencia, eludir la anomia que resultaría del enfrentamiento generalizado
Pero Girard generaliza el mecanismo victimario: no solo es fundamento de la religión, sino que de él surge el proceso de hominización, la cultura y las instituciones; todos los mitos contendrían un linchamiento fundador escondido.
Los resultados de la performance de Marina Abramović (Ritmo 0) parecen confirmar esta desoladora conclusión.

## Tipologías
Según Johan Galtung, existen diferentes tipos de violencia: directa, estructural y cultural. Puede ser ejercida contra otros, pero también autoinfligida (autolesiones, suicidio). Además, se considera como tal cualquier forma de ella que lesione o sea susceptible de dañar la dignidad, honor, integridad o libertad de las personas. Puede presentarse prácticamente en cualquier ámbito: en la pareja, familia, escuela, trabajo, comunidad o instituciones y puede llegar en último extremo a la muerte. La violencia puede ser:
- Física. Cuando se ejerce contra el cuerpo o el soporte vital de otros seres humanos, animales o cosas de las que dependen o pueden depender seres vivos.
- Emocional o psicológica. Cuando se ofenden sus sentimientos o se estigmatiza social o psíquicamente a una persona, sector social o ser vivo.
- Intelectual. Cuando se miente o engaña deliberadamente a un individuo o a una colectividad (desinformación, posverdad), por lo que esta última se solapa y es especialmente difícil de detectar, además de que suele conducir a las otras (sus formas históricas más frecuentes son la ideología —política o religiosa— excluyente, la censura, el adoctrinamiento, el racismo, la publicidad maleducada y disruptiva, la obsolescencia programada, la manipulación informativa interesada (por ejemplo, cuando grupos de presión orquestan campañas de posverdad y demonización contra medidas presumiblemente beneficiosas para la sociedad).

La violencia intelectual es tal vez, por ello, la más peligrosa a largo plazo, pudiendo acarrear incluso genocidios. Otras formas de violencia intelectual consisten en enmascararla superficialmente con estrategias de rebranding, por ejemplo los llamados «lavados de cara» (pinkwashing, purplewashing, redwashing, greenwashing...)
Los muchos tipos de violencia distinguibles varían (y sus definiciones) según las épocas, los lugares, los medios, las culturas, los ordenamientos legales, las distintas evoluciones sociales y tecnológicas, etcétera. Pero también pueden estudiarse conforme al tipo de personas que seleccionan para la agresión (victimología).

### Violencia social
El cuarto tipo de violencia, la violencia social, adopta muchas formas, pero una de las más conocidas y estudiadas es la estigmatización. Erving Goffman define el estigma social como el proceso en el cual la reacción de los demás estropea la "identidad normal" y reconoce tres formas de estigma:
- El cuerdismo o mentalismo por imposición de un diagnóstico médico de trastorno mental (o la experiencia del trastorno). Véase Ronald David Laing y la antipsiquiatría.
- Un tipo de deformidad o diferenciación no deseada.
- Asociación a una determinada raza, creencia o religión (o ausencia de esta).[19]

Según Goffman, los estigmas sociales pueden provocar lo que llama institucionalización en cárceles u hospitales psiquiátricos. Las reales o imaginarias enfermedades mentales, discapacidades físicas, obesidad, el ser hijo ilegítimo, la orientación sexual, la identidad de género, el color y tono de piel, la nacionalidad, el proclamarse de una cierta etnicidad o el vivir en un entorno ideologizado o reprimido o con altos índices de criminalidad son objeto de estigma social en gran variedad de contextos sociopolíticos y en muchas partes del mundo. La percepción o atribución de lo correcto e incorrecto y criminalizable (por el propio individuo o por la sociedad) acarrea un intenso estigma social. Y en especial vivir en entornos de altos índices de criminalidad se percibe también por la sociedad como fuera de la norma o anomia.
Las personas estigmatizadas son enviadas al ostracismo, devaluadas, rechazadas y vilipendiadas. Experimentan discriminación, insultos, ataques e incluso asesinatos, y aquellos que se perciben a sí mismos como miembros de un grupo estigmatizado (lo sean o no), experimentan estrés psicológico.
Existe el principio jurídico de la presunción de inocencia porque precisamente siempre existe en la sociedad uno o varios grupos contra los que se proyecta una "presunción de culpabilidad" por parte de las mayorías más representadas (véase, por ejemplo, el Incidente del observador de aves de Central Park). Los afroamericanos, en EE. UU., por ejemplo, suelen ser víctimas de un trato más vejatorio y agresivo por parte de las fuerzas del orden que el brindado a los blancos anglosajones protestantes, a veces estereotipados (véase Karen), hasta el punto de haber generado el homicidio o asesinato de la persona estigmatizada (véase asesinato de George Floyd). Inversamente, la agresión contra un miembro de una minoría puede desatar una violencia hasta entonces contenida por parte de la minoría en forma de disturbios contra la mayoría u otras minorías (véase Disturbios de Los Ángeles de 1992) y, al mismo tiempo, movimientos ciudadanos y políticos para protestar legítimamente, como Black Lives Matter / "Las vidas negras importan".

### Violencia interpersonal
Es la conducta de dominio o asertividad que emplea la fuerza física (golpes, violación, tortura…), social (agresión relacional) psicológica o psicosocial (injurias, doble vínculo, hostigamiento, acoso, estrés, gaslighting, privación de derechos humanos y jurídicos o libertad, abuso de posición dominante…). Estos comportamientos pueden ser conscientes o no. Esta categoría incluye la violencia de pareja, violencia en el noviazgo, violencia contra la mujer, violencia contra el varón, violencia doméstica contra el varón, violencia psicológica en la pareja, la violencia doméstica, de género, de padres a hijos (y viceversa), así como diferentes formas de adoctrinamiento; las violencias externas son las cometidas en el contexto laboral por parte de elementos externos a su organización (clientes, usuarios, alumnos...). En efecto, parece ser que los trabajos en que se trata con gente en forma directa suelen ser especialmente duros psicológicamente y más expuestos a este tipo de violencia (sanidad, periodismo, enseñanza, policía...).[cita requerida]

### Violencia de Estado
La aparición del Estado en la sociedad humana está relacionado con el objetivo de crear una institución que asuma el monopolio de la violencia, para poner fin a la práctica tribal de la venganza.
Desde antiguo se constata la preferencia del mal menor sobre el bien y la utopía para gobernar, doctrina conocida como razón de Estado, sostenida desde El Príncipe de Maquiavelo y desarrollada por la filosofía política de Thomas Hobbes. Los Estados practican discretamente o reivindican, según la célebre definición de Max Weber, un «monopolio de la violencia legítima», para ejecutar las decisiones judiciales, asegurar el orden público o, en caso de guerra o riesgo de guerra (se intenta entonces legitimarla con las doctrinas de la «guerra justa»). Esta última puede degenerar en terrorismo de Estado u otras formas de violencia más extremas como el genocidio. El periodista Dan Rather dijo al respecto: «Si matas a un hombre, te envían a la silla eléctrica; si matas a diez, te llaman asesino en serie y ruedan una película; y si matas a cien mil, te invitan a Ginebra, a negociar». Y Stalin: «La muerte de un hombre es una tragedia; la de cien mil, una estadística». Véase banalidad del mal.
También puede considerarse como violencia de Estado cuando se trata de un Estado fallido, porque en esas condiciones, según Abel Pérez Rojas, los ciudadanos tratan de «sobrevivir y humanizarse, individual y colectivamente, en contextos dominados por la descomposición y el desmembramiento del tejido social».

### Violencia correctora y educativa
También se ha usado la violencia como método educativo para los niños, esto es, correctivo, en forma de castigo corporal en mayor o menor grado desde la más remota antigüedad en el ámbito escolar, familiar, legal (tortura de interrogatorio judicial, prisión), religioso (la penitencia, o el contrapasso dantesco) e incluso militar (decimatio, castigo de campo, fustigamiento con caña o rama de abedul, látigo, rebenque, látigo con nudos o de siete colas, sobre las jarcias, una escalera o un cañón, primero con un diestro, luego con un zurdo, relevándose al cansarse; baqueteo, carrera de baquetas, chevalet o burro español, pasar por la quilla, colgar de una jarcia, cepo, grillos...) Existen además otras formas de violencia intelectual que se derivan de selectivos programas de estudio, de la educación "privada" o privativa según unos criterios no abiertos. Michel Foucault ha sido el filósofo moderno que más ha estudiado este tipo de represión, por ejemplo, en Vigilar y castigar / Surveiller et Punir (1975). Fustigar y azotar a los alumnos y a los marinos díscolos ajenos a la disciplina y la autoridad ha sido una costumbre habitual entre los británicos hasta bien avanzado el siglo XIX (en Francia se abolió en 1845), aunque también había asociaciones opuestas a estos procedimientos en Gran Bretaña, como la Liga Humanitaria, creada en 1891 y disuelta en 1919 a causa de la oposición general al pacifismo de entonces. Existen otro tipo de castigos más saludables y que cumplen con el fin de corregir mucho mejor, siempre que cumplan dos puntos:
- La norma debe ser previa y conocida
- El castigo debe ser proporcionado e inmediato, no diferido.

Por otra parte, existen técnicas de corrección como el compromiso, la sobrecorrección (rehacer lo malhecho), la saciación (control de la percepción cuantitativa de las conductas), la negociación o los sistemas de retribución (condicionamiento de recompensa o refuerzo positivo) y puntos.
Un estudio de la Unicef recogía en 2014 que el 80 % de los niños del mundo de entre 2 y 14 años ha recibido algún tipo de castigo físico. Miles de trabajos en el área de la psicología han llegado al muy amplio consenso de que el castigo físico «pone a los niños en riesgo de sufrir daños físicos y emocionales, así como problemas de salud mental, de conducta y cognitivos»; de hecho, se ha demostrado que el castigo es contraproducente e incrementa las conductas no deseadas, no tanto a corto como a largo plazo: la violencia genera violencia; en 1989 la ONU prohibió los castigos corporales a los niños por medio de la Convención sobre los Derechos del Niño, ratificada por 192 países, pero no por EE. UU. y Somalia; por otra parte, la ceguera de los docentes ante las conductas de acoso y bullying entre alumnos es también un tipo de violencia por omisión. Resulta curioso que en la modernidad muchas veces la violencia escolar se haya invertido y se ejerza contra los propios docentes. En el seno de la educación familiar, se comprueba también que la orfandad (ausencia de padres) o la violencia contra los hijos genera a la larga efectos insatisfactorios; grandes genocidas de la historia han tenido casi siempre padres abusadores, alcohólicos y siempre violentos: Mao Zedong, Stalin, Hitler, y más a pequeña escala, numerosos asesinos en serie o delincuentes de menor fuste.

Institución encargada de salvaguardar la seguridad de los ambientes sociales a nivel mundial

La castración estuvo de moda en algunos países de ideología totalitaria no solo por eugenesia, sino por movedizos criterios morales y correctivos en forma de castración química de homosexuales, que padecieron incluso lumbreras como Alan Turing; durante un tiempo estuvo de moda evitar la epilepsia y algunas otras enfermedades mentales con lobotomías que dejaban reducido al enfermo a un estado vegetal más cómodo para sus familiares y cuidadores. La sharia autoriza el uso de castigos corporales a través de hadices o declaraciones de Mahoma, el Profeta, en el islam: «¡Que Alá se apiade del hombre, que cuelga el zurriago en casa y lo usa para educar a su mujer!», dice Abdulá bin Dinar, citado por Al-Zamajari, quien a su vez evoca el famoso hadiz «cuelga el zurriago donde tu mujer pueda verlo», que transmite Al-Bujari. En el islam es habitual el uso de procedimientos violentos de castigo como el fustigamiento, la violación punitiva o cortar la mano a los ladrones, o se recurre a procedimientos de ejecución como la lapidación, o arrojar desde un balcón o encerrar en vida en el caso de las lesbianas. Inversamente, a veces esta violencia correctora es autoinfligida y verdaderamente educativa cuando se trata de una forma de expiación religiosa o penitencia.

### Violencia criminal
El crimen espontáneo o el organizado (bandolerismo, piratería, mafias...), puede tener unas causas sociales y económicas (anomia, pobreza, exclusión social) o psicológicas (paranoia, esquizofrenia, etc.). Se manifiesta en formas penalizadas por la ley como la violación y el asesinato, entre muchas otras. Esta forma de violencia constituye según algunos autores el anverso de una violencia estática y/o simbólica. Sus causas identificadas son el urbanismo, los conflictos (violencia institucional, estructural, sistémica, patronal, interpersonal…); la pobreza y las desigualdades.
Existen determinadas causas o factores de riesgo vinculados estrechamente con la delincuencia o la conducta criminal, pese a ser difícil determinar o identificarlos con exactitud en el propio delincuente. Desde este punto de vista, prima relevancia señalar la existencia de dos modelos destinados y enfocados a la prevención de estas conductas criminales, identificando factores de riesgo y factores de protección. 
A) Modelo de riesgo acumulado (RA). Se apoya en considerar que el comportamiento criminal es producto de la oncurrencia de múltiples factores relacionados entre sí (causas económicas, pobreza, educación, exclusión social, etc). 
B) Modelo Cascada Dinámica: Prima atención al desarrollo de competencias y resiliencia por parte del delincuente.

### Violencia política
Agrupa todos los actos violentos por parte del Estado (véase antes violencia de Estado) o de sus súbditos contra él que sus autores legitiman en nombre de un objetivo político (revolución, resistencia a la opresión, derecho a la insurrección, tiranicidio, «causa justa», terrorismo...). En su forma intelectual consiste en distintos tipos de mentira, propaganda y manipulación. Ciertas formas de respuesta violenta pero proporcionadas (y de resistencia o servicio al restablecimiento del Estado de derecho), cuando otras soluciones no son ya posibles son corrientemente admitidas por la moral, por el derecho y por la doctrina de los derechos del hombre; en caso de legítima defensa, por ejemplo, o de estado de necesidad, o en caso de resistencia a la opresión de un tirano.

### Violencia simbólica
Es la tesis de Pierre Bourdieu, quien designa numerosas variedades de violencia: verbal (eventual primera etapa antes de pasar al hecho) o invisible, institucional: es también la violencia estructural (Johan Galtung), cara a la cual los individuos parecen impotentes. Esta última designa numerosos fenómenos diferentes que favorecen el dominio de un grupo sobre otro y la estigmatización de pueblos, y puede conducir hasta la creación de un chivo expiatorio o «cabeza de turco».

### Violencia económica
En derecho civil, la violencia económica es un caso reciente de falta de consentimiento que justifica anular los contratos cuya conclusión se fundó sobre esta falta. Es admitida con ciertos límites por los tribunales. Y es en la actualidad considerada por ciertos juristas como una nueva forma de violencia tradicional. En Francia, la primera cámara civil del Tribunal de Casación, en una sentencia del 3 de abril de 2002, y sobre el fundamento del artículo 1112 del Código civil francés, ha juzgado así que «la explotación abusiva de una situación de dependencia económica, hecha para aprovechar el temor del mal que amenaza directamente a los intereses legítimos de la persona, puede viciar el consentimiento de la violencia».

### Violencia psicológica y patológica
Es cualquier acto u omisión que dañe la estabilidad psicológica y puede consistir en: negligencia, abandono, descuido reiterado, celotipia, insultos, humillaciones, devaluación, marginación, indiferencia, infidelidad, comparaciones destructivas, rechazo, restricción a la autodeterminación... Ciertos desórdenes mentales se acompañan de raptos de violencia; en el ámbito sexual, por ejemplo, el sadismo. En el psicoanálisis también puede manifestarse como un tipo de represión aprendida patógena, esto es, que origina enfermedades nerviosas o mentales. Sigmund Freud afirma de hecho que una pulsión de muerte o tánatos se opone destructivamente a un segundo principio vital que llama libido o eros. Pero Erich Fromm, por otra parte, hablando sobre la pulsión de muerte en El miedo a la libertad (1941), afirma que ese principio tiene un origen exterior o social:
El impulso de vida y el de destrucción no son factores mutuamente independientes, sino que son inversamente proporcionales. Cuanto más el impulso vital se ve frustrado, tanto más fuerte resulta el que se dirige hacia la destrucción; cuando más plenamente se realiza la vida, tanto menor es la fuerza de la destructividad. Esta es "producto de la vida no vivida"
Por otra parte, en Anatomía de la destructividad humana (1973), llega a un compromiso en la controversia entre los instintivistas como Konrad Lorenz, que declaran la destructividad del ser humano herencia de sus antepasados animales, y los conductistas como Skinner, para quien no hay rasgos humanos innatos y todo se debe al condicionamiento social: concede que existe un tipo de agresión humana que comparte con la animal, pero de índole defensiva: destinado a garantizar su supervivencia, mientras que la agresión maligna o destructiva, cuando el ser humano mata sin objetivo biológico ni social, es solo humana y no instintiva. Forma parte del carácter humano: es una de las pasiones, como el amor, la ambición y la codicia, tras lo cual hace un estudio clínico o psicobiografía de Himmler, Stalin y Hitler. En cuanto a la agresión humana, una de sus fuentes más importantes es "el narcisismo colectivo... y sin embargo, como todas las demás formas de agresión defensiva, es reacción a un ataque contra intereses vitales. Difiere de otras formas de agresión defensiva en que el narcisismo intenso en sí es un fenómeno semipatológico".[cita requerida]
El etólogo Konrad Lorenz, por otra parte, en su obra Sobre la agresión (1963), demostró que el origen genético de la agresividad humana provenía del comportamiento observado en muchos animales cuando estos defienden su territorio (territorialidad), lo que le valió los ataques académicos de los aferrados a las doctrinas de lo "políticamente correcto". La superpoblación hace necesaria la defensa del espacio y la guerra, mientras que la desertización hace inversamente necesaria la cooperación y el comercio.[cita requerida]

### Violencia natural
Es la violencia de las fuerzas de la naturaleza; de las tempestades, inundaciones, sismos, incendios forestales, tsunamis y otras catástrofes naturales. Es a veces la violencia que el ser humano percibe del mundo animal (el instinto de caza, rituales de dominación, etc). Para el filósofo Jean-François Malherbe, no se podría propiamente hablar de violencia en este último caso:

Se dice que Grecia en la Antigüedad consideraba que la cuestión de la violencia ("bia") no se planteaba para los animales ("zôoi"), sino solamente en el dominio de la vida humana ("bios"). Esto significa precisamente que la cuestión de la violencia tiene que ver con la palabra propia de lo humano y sugiere que los animales no son, propiamente hablando, violentos: sus comportamientos obedecen simplemente a las leyes inexorables de la naturaleza. La «violencia animal» no es pues más que una proyección antropomórfica sobre el comportamiento animal

Estos son también por otra parte otros tipos de violencia que tienen por característica la ausencia aparente de conciencia o de voluntad.
También puede hablarse de un tipo de violencia que se ejerce contra el entorno natural: la vida vegetal de los bosques, las especies animales, etc.

### Ciberviolencia
Violencia que consiste en que una persona use la violencia (física o verbal) para ridiculizar a alguno y haga un vídeo, una publicación o cualquier otra forma de comunicación y la divulgue por Internet o en sus redes sociales. El 7 % de los vídeos publicados por Youtube en 2010, esto es, 50.000, pertenecen a ciberviolencia. Y hay una escalada notable en importancia de la popularidad de este agresivo y agresor fenómeno estimada en un aumento de más del 57 %.

### Violencia de género
La Organización de las Naciones Unidas (ONU) define la violencia contra la mujer como todo acto que cause «un daño físico, sexual o psicológico para la mujer, inclusive las amenazas de tales actos, la coacción o la privación arbitraria de libertad, tanto si se producen en la vida pública como en la privada». Esto es, violencia doméstica, asaltos o violaciones, prostitución forzada, discriminación laboral, el aborto selectivo por sexo, violencia física y sexual contra personas que ejercen la prostitución, infanticidio con base en el género, feminicidio, castración parcial o total, ablación de clítoris, tráfico de personas, violaciones sexuales en guerras o situaciones de represión estatal, acoso y hostigamiento sexual —entre ellos el sadismo y el acoso—, patrones de acoso u hostigamiento en organizaciones masculinas, represión de la sexualidad heterodoxa y ataques homofóbicos y transfóbicos hacia personas o grupos o su tolerancia, entre otras. La erradicación de la violencia de género puede ser llevada a cabo bajo la transmisión de información y modelos de vida. Las dependencias gubernamentales, el sector empresarial y los medios de comunicación tienen un papel de suma importancia en esta acción así como la constante participación de la sociedad.[cita requerida]

### Cultura de violencia
Es la que se ejerce sobre el individuo y la colectividad heterodoxa por medio de una cultura ortodoxa acrítica, autorizándola como una respuesta legítima a cualquier forma de conflicto moral, social o político e imponiéndola por medio de una ideología, una religión, una cultura, una moral, una conducta, una educación o simplemente un rol. Según Johan Galtung crea un marco legitimador de la violencia y se concreta en actitudes. Se divulga por medio de prejuicios y se plasma en juguetes, narraciones, películas, dibujos animados, series de televisión y deportes violentos (caza, toreo, boxeo...) o mediante el fomento y protección del coleccionismo de armas o la permisividad ante estas por parte de los estados (venta libre de armas sin control en los Estados Unidos, uso de minas antipersonales y de armas de destrucción masiva, etc.) o de las redes sociales de Internet (ciberviolencia). La educación además interviene en autorizar o asumir unos roles o conductas violentas u hostiles determinadas hacia animales, personas, razas o sexos. Impregna la literatura generando incluso estructuras narrativas que se repiten incesantemente en culturas como la occidental y dan lugar a lo que Walter Wink ha llamado el «mito de la violencia redentora». La facilita el soslayamiento o evitación de conductas empáticas como los modales o urbanidad. Otro aspecto de esta violencia es la creación de posverdad o propaganda invisible por medio de la manipulación, por parte de los medios de comunicación de masas, del pensamiento colectivo, común o gregario, generando la llamada por Antonio Gramsci hegemonía cultural. Este tipo de violencia puede ser tácita o implícita, cuando se ejerce como persecución subliminal, la censura implícita o en forma de autocensura y autocontrol que se espera generar en diferentes individuos sin que se pida abiertamente.

### Violencia religiosa

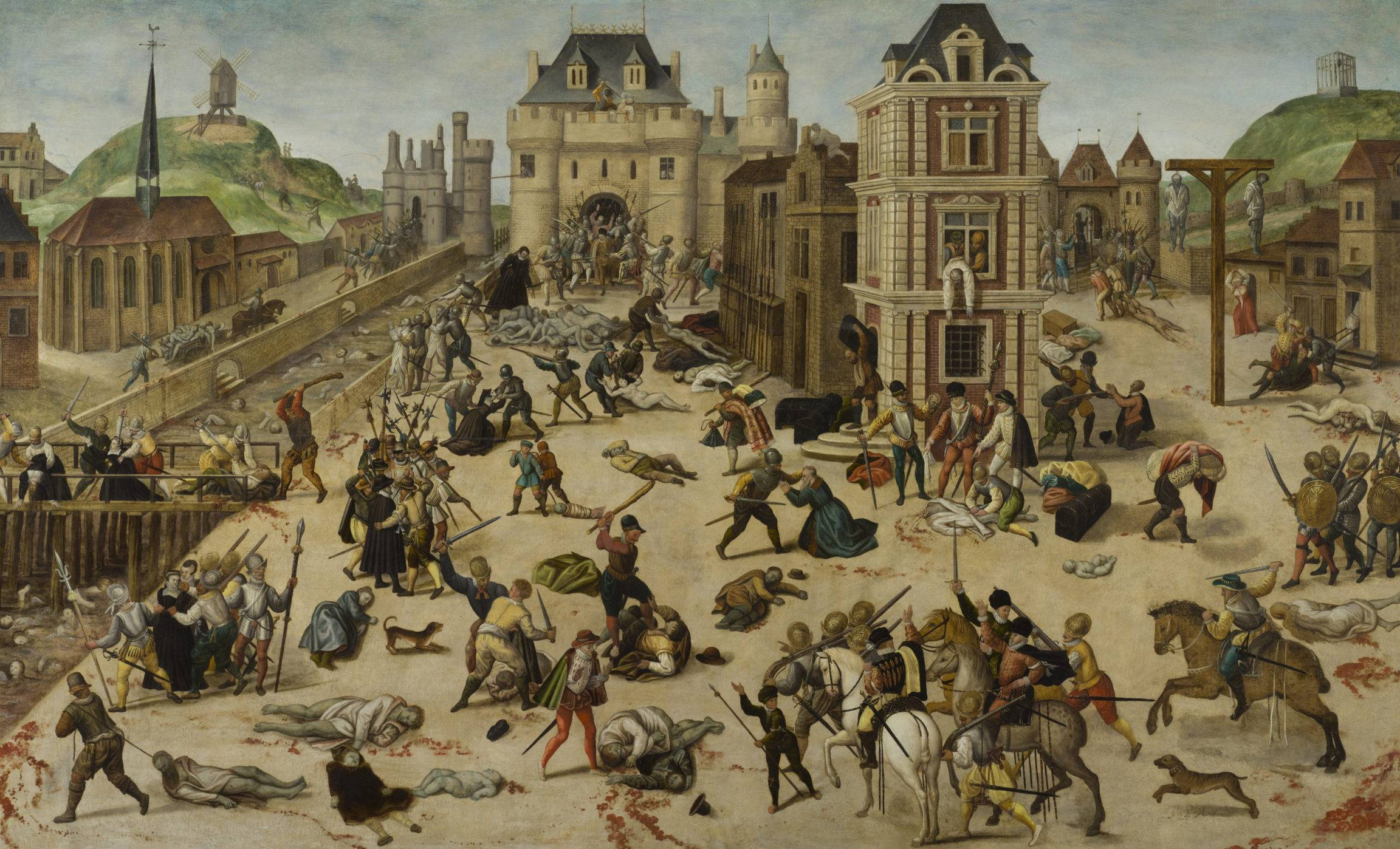
Matanza de San Bartolomé, por el pintor hugonote François Dubois.

Entre las creadas por el fenómeno denominado ideología, es la que inspiran las distintas religiones o creencias exclusivistas contra aquellos (casi siempre en proporción minoritaria) que no son de su fe o credo o no comparten similares ritos, a causa de no haberse desarrollado en su sociedad un grado suficiente de tolerancia humana y social. Véase ortodoxia y heterodoxia.

## La violencia como fenómeno filogenético
Un grupo de investigadores españoles ha investigado la violencia como fenómeno filogenético, manejando coeficientes de violencia de especies animales y humanas a lo largo de la prehistoria y de la historia. Sus resultados estiman que el progreso humano ha bajado la violencia del Homo sapiens del 2 % al 0,001% moderno actual. Por otra parte, la Declaración de Sevilla de 1986, elaborada por un grupo de científicos de la UNESCO, enfrentó las teorías ambientalistas y biologicistas sobre el origen de la violencia concluyendo lo siguiente:
Es científicamente incorrecto afirmar que tenemos una tendencia a la guerra heredada de nuestros ancestros animales. Aunque la lucha sea un fenómeno frecuente en el reino animal, se conocen pocos casos de lucha organizada entre grupos de la misma especie, y en ninguno de estos se emplean herramientas como armas [...] Es científicamente incorrecto afirmar que la guerra o cualquier otra forma de conducta violenta está genéticamente programada en la naturaleza humana [...] Es científicamente incorrecto afirmar que en el curso de la evolución humana ha habido una selección hacia la conducta agresiva en mayor medida que hacia otro tipo de conducta [...] Es científicamente incorrecto afirmar que los humanos tenemos un "cerebro violento" [...] Concluimos que la biología no condena a la humanidad a la guerra, y que la humanidad puede librarse de las ataduras del pesimismo biológico y, afrontar con confianza los cambios necesarios para ello.

## Instrumentos de evaluación del riesgo de violencia disponibles en España
Son, entre otros, los siguientes:
| Instrumento | Objetivo | Contenido | Niveles de Respuesta | Autores / Adaptadores                |
| Violencia personal interespecífica | | | |                                      |
| VRAG1 | Evaluar el comportamiento violento en adultos afectados por trastornos mentales graves o con un historial delictivo. | 12 ítems (factores de riesgo) de naturaleza variable. Escala estructural con ponderación de los factores de riesgo en el cálculo de probabilidad de violencia futura. Rango: 0 a 38. A partir de una puntuación superior a 4, la probabilidad de reincidencia a los 10 años, al menos, es del 58%.                                                                                                 | 12 ítems (factores de riesgo) de naturaleza variable. Escala estructural con ponderación de los factores de riesgo en el cálculo de probabilidad de violencia futura. Rango: 0 a 38. A partir de una puntuación superior a 4, la probabilidad de reincidencia a los 10 años, al menos, es del 58%. | Balluzers, Grann y Andrews, 2006     |
| HCR-202 | Valorar el riesgo de conductas violentas en pacientes mentales y delincuentes adultos. Contexto forense, penitenciario o clínico. | 20 ítems (factores de riesgo) agrupados en tres categorías: factores históricos (H), clínicos (C) y de riesgo futuro (R). Escala de chequeo de factores de riesgo. | Rango: 0 a 40. No hay puntos de corte formales. Una puntuación superior a 25 anticipa riesgo de violencia. | Hilierman y Andrés-Pueyo, 2005       |
| PCL-R3 | Evaluar la presencia de psicopatía en adultos con un historial de conductas violentas y antisociales. Contexto forense, penitenciario o clínico. | Listado de 20 ítems en una escala de tres puntos. Versiones adicionales de prueba (PCL-SV) y juveniles (PCL-YV). | Rango: 0 a 40. Diagnóstico de psicopatía: >28. | Molle, Roy y Torrubia, 2000          |
| Violencia contra la pareja | | | |                                      |
| SARA4 | Valorar el riesgo de conductas violentas de naturaleza física o sexual contra la pareja por parte de un agresor. Contexto forense, penitenciario o clínico. | 20 ítems (factores de riesgo) agrupados en tres categorías: factores históricos (H), clínicos (C) y de riesgo futuro (R). Incluye factores críticos. | Rango: 0 a 40. No hay puntos de corte formales. Una puntuación superior a 19 anticipa reincidencia. | Andrés-Pueyo y Echeburúa, 2005       |
| EPV5 | Predecir el riesgo de homicidio de violencia contra parejas (agresores que asesinan o pueden hacerlo). Contexto policial, judicial, penitenciario y social. | 20 ítems (factores de riesgo) agrupados en cinco categorías: presencia/relación de pareja; tipo de violencia; vulnerabilidad de la víctima. Incluye ítems con valor crítico. | Rango: 0 a 20. Riesgo bajo: 0-4. Riesgo medio: 5-9. Riesgo alto: 10-20. | Echeburúa y Fernández-Montalvo, 2009 |
| Violencia sexual | | | |                                      |
| SVR-206 | Valorar el riesgo de violencia sexual en pacientes adultos con antecedentes de agresión sexual o delitos de índole sexual. Contexto forense, penitenciario o clínico. 20 ítems (factores de riesgo) agrupados en tres categorías: factores históricos (H), clínicos (C) y de riesgo futuro (R). Incluye valoraciones de cambio en los factores de riesgo. Escala de chequeo de factores de riesgo. | Valorar el riesgo de violencia sexual en pacientes adultos con antecedentes de agresión sexual o delitos de índole sexual. Contexto forense, penitenciario o clínico. 20 ítems (factores de riesgo) agrupados en tres categorías: factores históricos (H), clínicos (C) y de riesgo futuro (R). Incluye valoraciones de cambio en los factores de riesgo. Escala de chequeo de factores de riesgo. | Rango: 0 a 40. No hay puntos de corte formales. Pero una puntuación superior a 11 está asociada a la reincidencia. | Echeburúa y Fernández-Montalvo, 2005 |
| Violencia juvenil | | | |                                      |
| SAVRY7 | Valorar el riesgo de violencia física, social y de amenazas graves en pacientes menores de edad (14-18 años). Contexto forense y judicial. | 30 ítems (24 factores de riesgo y 6 de protección) agrupados en cuatro categorías: factores de riesgo históricos, sociales, individuales y factores de protección variados. | Rango: 0 a 90. | Andrés-Pueyo y Echeburúa, 2008       |
| 1.VRAG: Violent Risk Appraisal Guide (Harris, Rice y Quinsey, 1993) 2. HCR-20: Assessing Risk for Violence (Webster, Douglas, Eaves y Hart, 1997) 3. PCL-R: Psychopathy Checklist-Revised (Hare, 1991) 4. SARA: Spousal Assault Risk Assessment Guide (Kropp, Hart, Webster y Eaves, 1995) 5. EPV: Escala de Predicción de Riesgo de Violencia Grave contra la Pareja (Echeburúa, Fernández-Montalvo, Corral y López-Goñi, 2009) 6. SVR-20: Guide for Assessment of Sexual Risk Violence (Boert, Hart, Kropp y Webster, 1997) 7. SAVRY: Structured Assessment of Violence Risk in Youth (Borum, Bartel y Forth, 2003) | | | |                                      |

## En la cultura popular

### En el cine
Muchas películas han abordado la violencia, varias de ellas como tema central. Por ejemplo:
- Los olvidados, de 1950, dirigida por Luis Buñuel.
- La naranja mecánica, de 1971, dirigida por Stanley Kubrick y basada en la novela homónima, de 1962, de Anthony Burgess.
- El padrino, de 1972, dirigida por Francis Ford Coppola.
- Taxi Driver, de 1976, dirigida por Martin Scorsese.
- Apocalipsis ahora, de 1979, dirigida por Francis Ford Coppola.
- El resplandor, de 1980, dirigida por Stanley Kubrick.
- Caracortada/El precio del poder, de 1983, de Brian De Palma.
- La Noche de los Lápices, de 1986, dirigida por Héctor Olivera.
- Un día de furia, de 1993, dirigida por Joel Schumacher.
- Somos guerreros, de 1994, dirigida por Lee Tamahori.
- El odio, de 1995, dirigida por Mathieu Kassovitz.
- Funny Games, de 1997, dirigida por Michael Haneke.
- Amores perros, de 2000, dirigida por Alejandro González Iñárritu.
- Ciudad de Dios, de 2002, dirigida por Fernando Meirelles y Kátia Lund.
- Hotel Ruanda, de 2004, dirigida por Terry George.
- Funny Games, de 2007, también dirigida por Michael Haneke.
- No Country for Old Men, de 2007, dirigida por Ethan Coen y Joel Coen.
- La zona, de 2007, dirigida por Rodrigo Plá.
- Preciosa, de 2009, dirigida por Lee Daniels.
- Sin nombre, de 2009, dirigida por Cary Fukunaga.
- Anticristo, de 2009, dirigida por Lars von Trier.
- El infierno, de 2010, dirigida por Luis Estrada.
- Después de Lucía, de 2012, dirigida por Michel Franco.
- Miss Bala, de 2011, dirigida por Gerardo Naranjo.
- Heli, de 2013, dirigida por Amat Escalante.
- Sicario, de 2015, dirigida por Denis Villeneuve.
- Joker/Guasón, de 2019, dirigida por Todd Phillips.
- Nuevo orden, de 2020, dirigida por Michel Franco.